# Riccardo Klotz
Riccardo Klotz (* 15. Jänner 1999 in Scharnitz) ist ein österreichischer Leichtathlet, der sich auf den Stabhochsprung spezialisiert hat.

## Sportliche Laufbahn
Erste internationale Erfahrungen sammelte Riccardo Klotz beim Europäischen Olympischen Jugendfestival (EYOF) 2015 in Tiflis, bei dem er mit übersprungenen 4,60 m die Bronzemedaille im Stabhochsprung gewann. Im Jahr darauf belegte er dann bei den erstmals ausgetragenen Jugendeuropameisterschaften ebendort mit 4,80 m den sechsten Platz und 2017 schied er bei den U20-Europameisterschaften in Grosseto mit 4,90 m in der Qualifikationsrunde aus. Auch bei den U20-Weltmeisterschaften2018 in Tampere verpasste er mit 5,10 m den Finaleinzug. Von 2018 bis 2020 studierte er an der Southeastern Louisiana University und 2021 belegte er bei den U23-Europameisterschaften in Tallinn mit einer Höhe von 5,00 m den elften Platz. Im Jahr darauf siegte er bei den Balkan-Hallenmeisterschaften in Istanbul mit 5,50 m. Im Juni brachte er bei den Freiluft-Balkan-Meisterschaften in Craiova keinen gültigen Versuch zustande und anschließend verpasste er bei den Europameisterschaften in München mit 5,30 m den Finaleinzug. 2023 gewann er bei den Balkan-Meisterschaften in Kraljevo mit 5,30 m die Silbermedaille hinter dem Ukrainer Wladyslaw Malychin, ehe er bei den World University Games in Chengdu mit 5,35 m den siebten Platz belegte. Im Jahr darauf gewann er bei den Balkan-Meisterschaften in Izmir mit 5,20 m die Bronzemedaille hinter dem Ukrainer Illja Krawtschenko und Ioannis Rizos aus Griechenland. 2025 wurde er bei der 2. Liga der Team-Europameisterschaft in Maribor mit 5,40 m Sechster, ehe er bei den Balkan-Meisterschaften in Volos mit 5,35 m ebenfalls den sechsten Platz belegte. 
In den Jahren 2018 und von 2021 bis 2023 sowie 2025 wurde Klotz österreichischer Staatsmeister im Stabhochsprung im Freien sowie von 2021 bis 2023 in der Halle.